# Алвару (футболіст)
Алвару Манальяйнш (порт. Álvaro Magalhães, нар. 3 січня 1961, Ламегу) — португальський футболіст, що грав на позиції захисника. По завершенні ігрової кар'єри — тренер.
Виступав, зокрема, за «Бенфіку», з якою виграв десять національних трофеїв, а також національну збірну Португалії, з якою був учасником чемпіонату світу та Європи.

## Клубна кар'єра
У дорослому футболі дебютував 1979 року виступами за команду «Академіка», з якою у сезоні 1979/80 виграв другий дивізіон та вийшов до Прімейри, взявши наступного сезону там участь у 28 матчах, але команда посіла останнє 16 місце і вилетіла назад до Сегунди.
У 1981 році Алваро переїхав до столичної «Бенфіки». Перші два сезони він був запасним гравцем і нерегулярно виходив на поле, хоча і у 1983 році виграв з командою «золотий дубль», а також грав у фіналі Кубка УЄФА з «Андерлехтом» (0:1, 1:1). З наступного сезону протягом чотирьох років був основним захисником команди і виграв з командою ще два чемпіонства, три національні Кубки і один Суперкубок. Крім того у 1988 році Алвару зіграв у фіналі Кубка європейських чемпіонів з ПСВ (0:0, пен. 5:6). З наступного сезону Алвару втратив місце в основі і за подальші два сезони зіграв лише 13 ігор в чемпіонаті, хоча і виграв з командою у 1989 році ще по одному титула чемпіона країни та володаря Суперкубка. Всього у «Бенфіці» протягом 9 сезонів він зіграв 263 матчі і забив 9 голів.
Протягом сезону 1990/91 років захищав кольори клубу «Ештрела» (Амадора), з якою посів 18 місце і вилетів з вищого дивізіону, а завершив ігрову кар'єру у команді «Лейшойнш», за яку виступав протягом 1991—1993 років у другому дивізіоні країни.

## Виступи за збірну
16 грудня 1981 року дебютував в офіційних іграх у складі національної збірної Португалії в товариському матчі з Болгарією (2:5).
У складі збірної був учасником чемпіонату Європи 1984 року у Франції, на якому команда дійшла до півфіналу, а Алвару зіграв у всіх чотирьох іграх. За два роки поїхав з командою і на чемпіонат світу 1986 року у Мексиці. На турнірі захисник зіграв у всіх трьох іграх, але Португалія сенсаційно посіла останнє місце у групі і потрапила до скандалу, що отримав назву «Справа Сальтільйо». Алвару став одним з небагатьох гравців, що продовжив виступи за збірну після цієї події і грав до кінця 1988 року.
Загалом протягом кар'єри у національній команді, яка тривала 8 років, провів у її формі 20 матчів.

## Кар'єра тренера
Розпочав тренерську кар'єру невдовзі по завершенні кар'єри гравця, 1994 року, очоливши тренерський штаб клубу «Лузітанія», де провів три роки, після чого очолював інший нижчоліговий клуб «Санта-Клара».
12 лютого 1998 року Алвару вперше очолив клуб вищого дивізіону, ним став «Шавіш», але врятувати його від вильоту з вищого дивізіону молодий тренер не зумів, і в результаті покинув клуб.
Влітку 1998 року Алвару став головним тренером команди «Жіл Вісенте», з якою виграв другий дивізіон у сезоні 1998/99 і на наступний рік вийшов до еліти, посівши з командою несподівано високе 5 місце, відставши лише на два очки від зони єврокубків.
Згодом з листопада 2000 по лютий 2001 року недовго очолював «Віторію» з Гімарайнша, після чого тренував клуби другого дивізіону «Ештрела» (Амадора) та «Навал».
З 2003 по 2005 рік Алвару був помічником головного тренера в «Бенфікі» спочатку у Хосе Антоніо Камачо, а потім і у Джованні Трапаттоні, вигравши титул чемпіона у другому сезоні, після чого знову тренував «Навал». Згодом протягом 2006—2008 років очолював тренерські штаби клубів другого дивізіону «Ольяненсі», «Фейренсі» та «Спортінг» (Ковільян).
У серпні 2008 року Алвару очолив румунський клуб вищого дивізіону «Глорія» (Бузеу), але був звільнений після шести поразок у семи іграх без жодної перемоги на початку жовтня.
У листопаді 2009 року Алвару став тренером клубу «Інтер» (Луанда), з яким виграв чемпіонат Анголи 2010 року, але 29 березня 2011 року його звільнили від виконання своїх обов'язків. На початку лютого 2012 року він був призначений тренером іншої місцевої команди «Насьйонал де Бенгела», яку покинув вже у квітні.
У жовтні 2012 року Алвару втретє у кар'єрі прийняв пропозицію попрацювати у клубі «Навал», але через фінансові проблеми команда була виключена з Сегунди по завершенні сезону 2012/13, в результаті чого Алвару залишив клуб з міста Фігейра-да-Фож і надалі працював з іншими командами другого дивізіону «Тондела» і «Жіл Вісенте».
Наразі останнім місцем тренерської роботи був клуб «Фаренсе», головним тренером команди якого Алвару був з лютого по червень 2019 року, посівши з командою 10 місце у португальській Сегунді.

## Титули і досягнення

### Як гравця
- Чемпіон Португалії (4):

«Бенфіка»: 1982/83, 1983/84, 1986/87, 1988/89
- Володар Кубка Португалії (4):

«Бенфіка»: 1982/83, 1984/85, 1985/86, 1986/87
- Володар Суперкубка Португалії (2):

«Бенфіка»: 1985, 1989

### Як тренера
- Чемпіон Анголи (1):

«Інтер» (Луанда): 2010

## Особисте життя
Алвару народився з полідактилією на лівій руці, і через цю хворобу отримав прізвисько Seis dedos (порт. шестипалий).